# Liste der Naturdenkmale in Edenkoben
Die Liste der Naturdenkmale in Edenkoben nennt die im Gemeindegebiet von Edenkoben ausgewiesenen Naturdenkmale (Stand 23. Mai 2024).

## Naturdenkmale
| Nr.         | Bezeichnung                                               | Lage                                                                   | Beschreibung | Bild                                    |
| ----------- | --------------------------------------------------------- | ---------------------------------------------------------------------- | --- | --------------------------------------- |
| ND-7337-181 | Kugelfelsen                                               | westlich der Stadt auf dem Kesselberg Lage                             | Buntsandstein-Felsengruppe mit etwa 20 lokal als Gletschermühlen bezeichneten schüsselförmigen Verwitterungsspuren;, hier Nr. 15 teilweise zu Rhodt unter Rietburg | mehr Fotos \| Fotos hochladen           |
| ND-7337-182 | Schägerstein                                              | westlich der Stadt; Abteilung Hülschwassertälchen Lage                 | Buntsandstein-Felspartie, hier Nr. 16 | Direkt Bild zu diesem Denkmal hochladen |
| ND-7337-183 | Am Spitzbergel                                            | westlich der Stadt und von Villa Ludwigshöhe, auf dem Spitzbergel Lage | Bestand von Diphasiastrum tristachyum; flächenhaftes Naturdenkmal;, hier Nr. 18 teilweise zu Venningen                                                             | Direkt Bild zu diesem Denkmal hochladen |
| ND-7337-184 | Waldwiese am Hilschwasser                                 | westlich der Stadt; Flur Hülschwassertälchen Lage                      | Wiese mit Bestand von Parnassia palustris und Orchidaceae sp. und Wasserfall; flächenhaftes Naturdenkmal, hier Nr. 19                                              | Direkt Bild zu diesem Denkmal hochladen |
| ND-7337-185 | Stadtgarten                                               | Ludwigsplatz, bei Nr. 11 Lage                                          | flächenhaftes Naturdenkmal mit verschiedenen Baumarten, hier Nr. 21                                                                                                | Direkt Bild zu diesem Denkmal hochladen |
| ND-7337-188 | Libanonzeder im Garten der Winzergenossenschaft Edenkoben | Weinstraße, bei Nr. 130 Lage                                           | Cedrus libani | Direkt Bild zu diesem Denkmal hochladen |
| ND-7337-189 | Zwei Libanonzedern                                        | Weinstraße, bei Nr. 45 Lage                                            | Cedrus libani, zwei Bäume | Direkt Bild zu diesem Denkmal hochladen |
| ND-7337-190 | Ginkgobaum                                                | Weinstraße, bei Nr. 60 Lage                                            | Ginkgo biloba | Direkt Bild zu diesem Denkmal hochladen |
| ND-7337-255 | Zwei Eichen                                               | Unter dem Kloster, in der Freizeitanlage Lage                          | Quercus sp., zwei Bäume | Direkt Bild zu diesem Denkmal hochladen |

## Ehemalige Naturdenkmale
| Nr. | Bezeichnung                   | Lage                                                 | Beschreibung | Bild                                    |
| --- | ----------------------------- | ---------------------------------------------------- | --- | --------------------------------------- |
|     | Weißer Maulbeerbaum           | Klosterstraße, bei Nr. 170 (Kloster Heilsbruck) Lage | Morus alba;, hier Nr. 14 Rechtsverordnung aufgehoben                                                                                         | Direkt Bild zu diesem Denkmal hochladen |
|     | Kurbrunnen                    | Kurbrunnenweg Lage                                   | Schwefelquelle mit umgebender Grünanlage mit Fraxinus sp., Robinia pseudoacacia und Craetaegus sp.;, hier Nr. 17 Rechtsverordnung aufgehoben | Direkt Bild zu diesem Denkmal hochladen |
|     | Friedenslinde                 | Ludwigsplatz Lage                                    | Tilia sp., 1871 gepflanzt;, hier Nr. 20 Rechtsverordnung 1988 aufgehoben                                                                     | Direkt Bild zu diesem Denkmal hochladen |
|     | Schnurbaum                    | Friedhofstraße, auf dem Friedhof Lage                | Styphnolobium japonicum;, hier Nr. 23 Rechtsverordnung 1998 aufgehoben                                                                       | Direkt Bild zu diesem Denkmal hochladen |
|     | Garten von Dr. Johann Bossung | Klosterstraße, hinter Nr. 91–106 Lage                | flächenhaftes Naturdenkmal mit verschiedenen Baumarten;, hier Nr. 22 Rechtsverordnung 1998 aufgehoben                                        | Direkt Bild zu diesem Denkmal hochladen |